# Ludwig Strobl
Ludwig Strobl (* 22. Jänner 1900 in Siebenhirten; † 9. Juli 1974 in Wien) war ein österreichischer Genossenschafter,  Beamter und Politiker (VF / ÖVP). Während der austrofaschistischen Diktatur war er unter Kurt Schuschnigg Land- und Forstwirtschaftsminister.

## Leben
Ludwig Strobl studierte an der Universität für Bodenkultur Wien und wurde zum Dr. rer. nat. promoviert. Er war seit 1919 Urmitglied der katholischen Studentenverbindung KÖHV Franco-Bavaria Wien (seit 1933 im ÖCV). Ab war er 1931 in der niederösterreichischen Landwirtschaftskammer tätig.
Strobl war Bundesminister für Land- und Forstwirtschaft im Kabinett von Kurt Schuschnigg vom 17. Oktober 1935 bis 14. Mai 1936. Von Januar 1936 bis Februar 1939 war er geschäftsführender Präsident der Grosseinkaufsgesellschaft österreichischer Consumvereine GöC. Von 1937 bis 1969 war er Funktionär im Internationalen Genossenschaftsbund (IGB). Von November 1940 bis Februar 1945 war er Geschäftsführer Großeinkaufs-Gesellschaft Deutscher Consumvereine (GEG) in Hamburg. In der Zweiten Republik berief ihn Dr. Karl Renner an die Spitze der GöC zurück. Ende 1949 wechselte er als Generaldirektor zum Verband der ländlichen Genossenschaften Niederösterreichs, von 1967 bis 1970 war er Vorsitzender des Aufsichtsrates der Genossenschaftlichen Zentralbank AG und 1962 bis 1967 zusätzlich Vizepräsident der Nationalbank.
1949 war er zusammen mit Leopold Figl und Bruno Marek Gründungsmitglied des Niederösterreichischen Landesjagdverbandes (NÖ LJV).

## Zitat
„Die glücklichste Zeit in meinem Berufsleben war bei der GöC – der Grosseinkaufsgesellschaft österreichischer Consumvereine.“

Ludwig Strobl wurde auf dem Wiener Zentralfriedhof bestattet.

## Familie
Ludwig Strobl war Vater einer Tochter namens Margarete und eines Sohnes namens Thomas Michael. Die Familie und Nachkommen des Sohnes leben in Deutschland.

## Auszeichnungen
- 1936: Großkreuz des österreichischen Verdienstordens[6]
- 1949: Ehrenzeichen in Gold des Naturschutzbund Österreich[7]

## Schriften
- Anleitung zur Führung der einfachen landwirtschaftl. Buchführung nach der v. d. Buchstelle d. n.-ö. Landes-Landwirtsch.-kammer ausgearb. Methode, Verlag der niederösterreichischen Landes-Landwirtschaftskammer, 1927
- Die Kassenbuchführung des Landwirtes, Agrarverlag Wien, 1928
- Die Rentabilität der österreichischen Landwirtschaft im Jahre 1929 ff., zusammen mit Franz Grünseis
- Unser Kanzler Dollfuß als Agrarier, Agrarverlag Wien, 1934